# De Helle (Dilbeek)

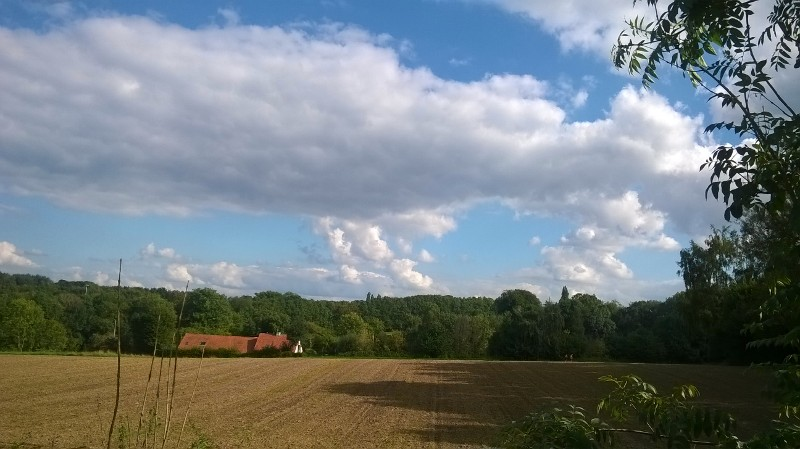
Uitzicht

De Helle is een natuurgebied in Dilbeek in de Belgische provincie Vlaams-Brabant.
Dilbeek is gelegen in het Pajottenland en is vergroeid met de Brusselse agglomeratie en bijgevolg ook sterk verstedelijkt. De gemeente omvat echter nog enkele groene zones, zoals de Helle, de Wolfsputten en het Kattebroek.

## Etymologie
Bronnen beweren dat de naam “de Helle” voortkomt van een altijd brandende stortplaats in de voormalige steengroeve.

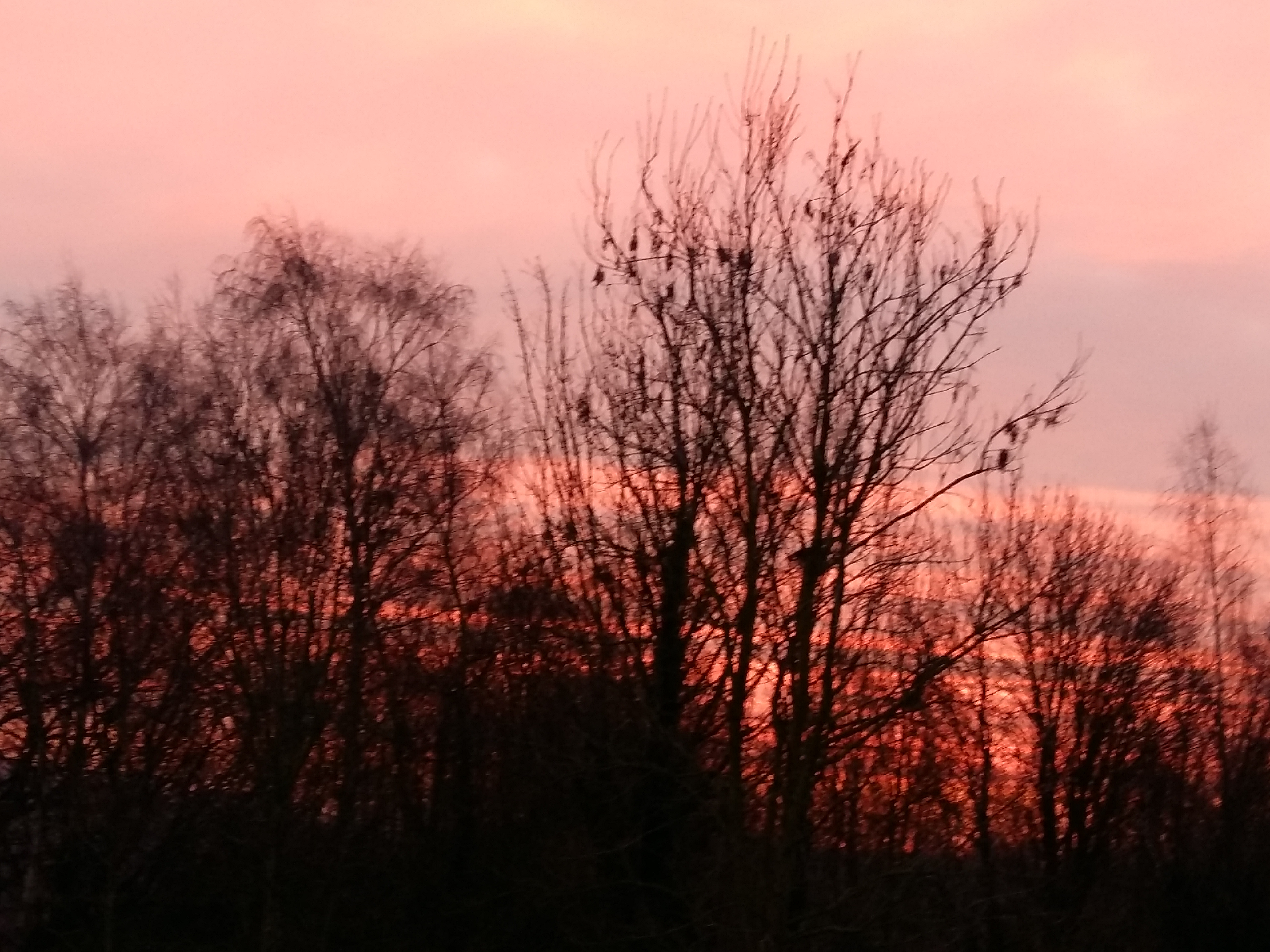
Zonsondergang

## Geschiedenis
In de 13de eeuw komt de groeve “het Steenwerc van Dyelbeke” in de geschiedenisboeken voor. Hieruit werd de zogenaamde Lediaan gewonnen, een kalksteenhoudende zandsteen, waarmee onder andere de Kathedraal van Sint-Michiel en Sint-Goedele in Brussel, het stadhuis van Leuven en het stadhuis van Brussel zijn gebouwd. Ook de Wolfsputten waren een ontginningsplaats.

## Natuurwaarde
De Oude Eikelenberg maakt onderdeel uit van de Helle. Deze zeldzame holle weg huist verschillende dier- en plantensoorten zoals vleermuizen, konijnen, marters en vossen.